# Лас Палмас II (Тексас)
Лас Палмас II (енгл. Las Palmas II) насељено је место без административног статуса у америчкој савезној држави Тексас.

## Демографија
По попису из 2010. године број становника је 1.605.
| Група             | 2000.    | 2010.         |
| Белци             | 0 (0,0%) | 77 (4,8%)     |
| Афроамериканци    | 0 (0,0%) | 4 (0,2%)      |
| Азијати           | 0 (0,0%) | 4 (0,2%)      |
| Хиспаноамериканци | 0 (0,0%) | 1.524 (95,0%) |
| Укупно            | 0        | 1.605         |